# شاهدبازی (تصوف)
صوفیان و شاهدبازی به شاهدبازی، نظربازی، جمال‌پرستی یا اِغلامِ صوفی‌ها گفته می‌شود که نوعی تمرین صوفیانه برای رسیدن به جمال و زیبایی حقیقی خداوند، از راه توجه به و دقت‌کردن در زیبایی‌های پسران جوان و معاشقه با آنان بوده‌است. شاهدبازی گاه علاوه بر چشم‌دوختن و نظربازی، با بوسیدن و در آغوش گرفتن پسران نیز همراه می‌بوده‌است. به شاهدبازی در ادبیات فارسی بسیار اشاره شده‌است.

## پیشینه
جریان شاهدبازیِ متصوفان مربوط می‌شود به جریان تصوف که از قرن ششم یعنی در عصر سلجوقیان شروع به‌رشد کرد و در قرون هفتم و هشتم، در دورهٔ مغولان بازار گرمی گرفت.
در دورهٔ مغول، شاعران سبک عراقی هم می‌زیستند که مهم‌ترین مختصهٔ آن، یکی طرح مسائل عرفانی در ادبیات و دیگری جایگزین شدن قالب شعری غزل به‌جای قصیده است.

## تفسیر مولانا و سعدی از داستان محمود و ایاز
باید در وهلهٔ گفت که مولانا به تبعیت مرادش، شمس تبریزی و پدرش بهاءولد، نظر خوشی نسبت به شاهدبازی نداشته و آن را بهانهٔ صوفیان برای مکروهات می‌داند یا می‌گوید که:
بدین وسیله به دام می‌افتند و جمال زیبارویان باعث گمراهی مشایخ می‌شود؛ چنان‌که در دفتر اول مثنوی می‌گوید:
آن خیالات که دام اولیاست
عکس مه‌رویان بستان خدا
در مثنوی، انعکاس این اعمال را می‌توان دید، چنان‌که صوفیان، اهل عادت مذموم بودند:
هست صوفی آن که شد صَفوَت‌طلب
نه از لباس صوف و خیاطی و دَب
صوفی‌ای گشته به‌پیش این لئام
الخیاطه و اللَواطه و السلام
ظاهراً منظور از خیاطه چاک‌زدن پیراهن در وجد و سماع و رقص است.
مولانا داستان‌های عشق محمود غزنوی به غلامش اَیّاز را که جنبهٔ تاریخی و عشق زمینی داشته را به‌صورت عرفانی تأویل کرده. به‌نظر می‌رسد که عرفان عکس‌العمل تفکر و روحیهٔ ایرانی در مقابل تفکر و روحیه سایر اقوام است که در سرنوشت ایرانی وارد شده‌بودند. از نظر شمیسا:
مسائل زمینی ترکان در تأویلات عرفانی جنبهٔ والای معنوی می‌یابد و تعصب مذهبی عرب نیز در عرفان تلطیف می‌شود.
لذا عشق سلطان محمود به‌چنین موجودی، عشقی عرفانی و در حکم عشق به اولیاءالله است که همان عشق به‌خدا می‌باشد.
در باب سوّم بوستان، سعدی شیرازی، حکایت سلطان محمود و سیرت ایاز را به رخ می‌کشد و حکایت فردی را می‌گوید که به محمود معترض می‌شود که ایاز چهرهٔ خوشی ندارد و عشق تو به‌او عجیب است:
یکی خرده بر شاه غزنین گرفت
که حسنی ندارد ایاز ای شگفت
گلی را که نه رنگ باشد و نه بوی
غریب است سودای بلبل بر اوی!
اما سلطان محمود در پاسخ به آن خواجه:
که عشق من ای خواجه بر خوی اوست
نه بر قد و بالای نیکوی اوست

## صوفیان موافق و مخالف
صوفیان دودسته بودند:
1. شمار اندکی از آنان مانند سهروردی و احمد جام، همجنس‌گرایی را نمی‌پسندیدند.[۴]
2. دستهٔ دیگر که اکثریت بودند، شاهدباز بودند.[۴]

این دستهٔ اخیر برای توجیه کردن کار خود، از آموزه‌های عرفانی سوءاستفاده می‌کردند. در عرفان می‌گویند «اللهُ جمیلُ و یُحِبُ الجَمال» یعنی «خداوند زیباست و زیبایی را دوست دارد». پس دوست‌داشتن زیبارویان تشبّه به اخلاق‌الله است. صوفیان می‌گویند مقید به‌مطلق پیوسته‌است و ازاین‌رو، زیبایی‌های جزئی هم نمودی از آن زیبایی کل است.
مبانی چند آموزهٔ مهم عرفانی ما از جمله اصلِ المَجازُ قَنطَرةُ الحَقیقهِ یعنی مجاز پلی برای رسیدن به حقیقت است با تفسیر این‌که با عشق مجازی و زمینی، نهایتاً به‌عشق آسمانی راه می‌یابد، در این رساله به‌تفضیل دیده می‌شود. چنان‌که مولانا هم چنین می‌فرمایند:
عاشق گر زین سر و گر زان سرست
عاقبت ما را به جایی رهبرست
بدین ترتیب، صورت پرستی یا جمال پرستی می‌تواند تمرینی باشد برای عشق ورزیدن به خدا؛ زیرا زیبایی پسران، جلوه‌ای از زیبایی خداست.

### ابوحلمان دمشقی
استاد بدیع‌الزمان فروزانفر در توضیح بیت فوق می‌نویسد:
بعضی از صوفیان نیز، پرستش جمال و زیبایی را موجب تلطیف و احساس و ظرافت روح و سرانجام تهذیب اخلاق و کمال انسانیت می‌شمرده‌اند و گاهی آن را ظهور حق یا حلول وی به نعت جمال در صور جمیله می‌دانستد، که سردستهٔ این گروه ابوحُلمان دمشقی است که در واقع از مردم فارس و ایرانی‌نژاد بوده پیروانش را «حُلمانیه» می‌خوانده‌اند و چون عقیدهٔ خودرا در دمشق اظهار کرده‌است به دمشقی شهرت گرفتند. این حُلمانیان مردمانی باذوق و خوش‌مشرب بودند و به‌پیروی از پیر خود هرجا زیبارویی را می‌دیدند، بی‌روپوش و بی‌ملاحظه و به‌آشکارا پیش وی به‌خاک می‌افتاده‌اند و سجده می‌کردند اگرچه علی‌ابن عثمان هجویری که صاحب کشف المحجوب بوده، ابوحلمان را از این عقیده مبری می‌داند. ظاهراً ابوحلمان در قرن سوّم می‌زیسته و همان‌کس است که ابونصر سرّاج از وی به‌نام ابوحلمان صوفی یاد می‌کند. پیروان وی در اوایل قرن پنجم وجود داشتند و …